# 謝爾蓋·崔
謝爾蓋·彼得洛維奇·崔（俄语：Сергей Петрович Цой；1957年—），俄羅斯高麗人，政治家和記者出身，曾任俄羅斯國家歷史博物館（莫斯科市政廳）主任，現為世界第二大水力發電公司羅斯水力的主席。

## 生平
他1957年生於卡拉布拉克，在俄羅斯南方聯邦大學畢業後在Stroitelnaya報出任記者。謝爾蓋·崔在八十年代和同是高麗人的俄羅斯歌手阿妮塔·崔結婚，並有一兒子。